# Back to Black (canción)
«Back to Black» (En español: «Regreso al Duelo») es una canción interpretada por la cantante y compositora británica Amy Winehouse. Fue lanzada como tercer sencillo de su segundo y último álbum de estudio del mismo nombre. La canción se publicó el 30 de abril de 2007 en el Reino Unido, y el 7 de marzo de 2008 en Irlanda y el resto del mundo. La canción fue escrita por Winehouse y Mark Ronson, y producida por este último.

## Video musical
El video musical fue dirigido por Phil Griffen. Muestra el funeral de Amy Winehouse, en donde un gran grupo de gente preparan dicho funeral con tristeza. El video finaliza con la frase "R.I.P, the heart of Amy Winehouse", en español Q.E.P.D., el corazón de Amy Winehouse. El video fue estrenado el 24 de marzo del 2007.
El vídeo cuenta con más de 800 millones de visualizaciones en YouTube y ha recibido excelentes críticas.

## Versiones de otros artistas
Una versión de «Back to Black» por la banda de inglesa The Rumble Strips se presenta como lado B de Motorcycle EP (2007) En la cuarta temporada del programa de televisión de Reino Unido The X Factor , el grupo de chicas Hope interpretó la canción durante una de sus presentaciones en vivo.
Lightspeed Champion incluye un cover de esta canción como lado B de su sencillo «Tell Me What It's Worth» (2008).
Ronnie Spector en ocasiones ha interpretado «Back to Black» durante las actuaciones en directo.
La canción apareció en el álbum Brief Encounters (2009) de la cantante francesa Amanda Lear.
La canción fue interpretada en la serie Glee en el episodio de la segunda temporada de «Funeral» por Naya Rivera.
Una versión en alemán ha sido producido y cantado por Ivo Lotion.
La cantante estadounidense Beyoncé realizó una versión de la canción junto con Andre 3000 para la banda sonora de la película "The Great Gatsby".

## Uso en los medios
Durante 2007, la canción también fue utilizada varias veces para campañas rastro de televisión, como por Philip Pullman adaptación de la BBC The Shadow in the North en diciembre de 2007.
Phil Tufnell y su pareja de baile Katya Virshilas realizan un tango a "Back to Black" en la séptima serie de Strictly Come Dancing.
Una sample de "Back to Black" fue utilizado por la banda screamo Comadre en la canción "Binge", que se trata de Amy Winehouse y la espiral descendente que conduce a la muerte.
La canción fue utilizada como parte de la telenovela mexicana Llena de Amor para Inglés, nacido en la actriz mexicana Azela Robinson por su carácter separador (La Reina).
En Chile, la canción fue incluida la banda sonora de la teleserie Soltera otra vez del tema de Susana (interpretada por Loreto Aravena)
En el año 2016 la canción es utilizada en la última escena del episodio final de temporada de la serie The Mindy Project, llamado "Homewrecker" y también apareció en la recapitulación en el inicio de la temporada 5 de The Mindy Project llamado "Decision 2016"

## Listado de canciones
| Vinyl, 7", Single |                                   |          |  |
| N.º               | Título                            | Duración |  |
| 1.                | «Back To Black»                   | 04:01    |  |
| 2.                | «Valerie» (Jo Whiley Live Lounge) | 03:53    |  |
| 3.                | «Hey Little Rich Girl»            | 03:33    |  |
| 4.                | «Back To Black»                   | Vídeo    |  |

| CD, Single, Promo, CD1 |                                       |          |  |
| N.º                    | Título                                | Duración |  |
| 1.                     | «Back To Black» (Steve Mac Vocal)     | 06:03    |  |
| 2.                     | «Back To Black» (Steve Mac Smack Dub) | 06:16    |  |
| 3.                     | «Back To Black» (Mushtaq Vocal Remix) | 04:02    |  |
| 4.                     | «Back To Black» (Mushtaq Vocal Remix) | 04:02    |  |
| 5.                     | «Back To Black» (Original Version)    | 04:00    |  |

| CD, Single, Single Pur |                                           |          |  |
| N.º                    | Título                                    | Duración |  |
| 1.                     | «Back To Black»                           | 04:00    |  |
| 2.                     | «Back To Black» (The Rumble Strips Remix) | 03:48    |  |

## Posicionamiento en listas
| Listas (2007-2011)                            | Mejor posición |
| --------------------------------------------- | -------------- |
| Australian Singles Chart                      | 56             |
| Ö3 Austria Top 40                             | 3              |
| Bélgica (Flandes)                             | 32             |
| R.Checa                                       | 79             |
| Dinamarca                                     | 38             |
| P.Bajos                                       | 18             |
| European Hot 100 Singles                      | 69             |
| Syndicat National de l'Édition Phonographique | 15             |
| Alemania                                      | 8              |
| IFPI Grecia                                   | 1              |
| Irish Singles Chart                           | 11             |
| Israel                                        | 6              |
| Federación de la Industria Musical Italiana   | 3              |
| Productores de Música de España               | 10             |
| Suiza                                         | 8              |
| UK Singles Chart                              | 8              |
| UK R&B Singles Chart                          | 4              |

| Lista (2008)         | Posición |
| -------------------- | -------- |
| German Singles Chart | 48       |